# 趙衰
趙 衰（ちょう さい、? - 紀元前622年）は、中国春秋時代の晋の政治家。姓は嬴、氏は趙、諱は衰、字は子余、諡は成。趙成子とも呼ばれる。趙共孟、あるいは大夫であった趙夙の子（弟の説もある）で、戦国七雄の趙の祖。 

## 生涯

### 出奔
献公の公子のうち、占いで吉と出た重耳（後の文公）に仕えた。
紀元前653年、驪姫の乱の策謀を避けて出奔した重耳に従い、その後19年にわたって諸国を放浪した。狄での亡命生活中に叔隗（重耳の妾となった季隗の姉）を妻とした。叔隗は後の趙の礎を築く趙盾を生んだ。
紀元前645年、晋で重耳の弟である恵公が即位した。恵公が声名のある重耳の帰国を恐れて刺客を送ってきたため、重耳とともに斉へ逃れた。

### 放浪
斉に向かう途中、衛を通過したが、衛の文公は歓迎しなかった。一行は食料が尽きてしまい、地元の農民に乞うた。これに対して、農民は器に土に盛って出した。重耳は激怒したが、趙衰が「土を得たということは、この土地を得るということです。拝して受けましょう」と言ったので、その通りにした。
放浪中の紀元前637年、重耳が楚の成王に招かれたとき、成王は重耳の器量を認めて、自分と対等の者に対する礼をもってもてなした。重耳は典礼にはよく通じていなかったが、趙衰が側に付き添い、細かく指導したので恥をかかなかった。
同年、秦の穆公が、重耳を迎え入れた。

### 帰国
紀元前636年、ようやく帰国した重耳は晋君として即位し、文公となった。趙衰は文公の娘の趙姫を娶り、新たに趙同、趙括、趙嬰斉の3人の子を儲けた。当然、趙姫が正妻となるはずであったが、趙姫自身の願いで、叔隗が正妻、趙盾が嫡子となった。
その後も文公の覇業を助け、紀元前635年、晋が周の襄王より原の地を賜った際には、その伯に任じられた。紀元前629年、上軍の佐である狐毛が没すると、後任に任じられた。紀元前625年には、中軍の佐に任じられた。
紀元前622年に死去した。死後、「成」と諡され、趙成子と呼ばれた。子の趙盾は晋の宰相となり、のち独立する趙の礎を築いた。